# 片部
片部（へんぶ）は、漢字を部首により分類したグループの一つ。
康熙字典214部首では91番目に置かれる（4画の31番目、巳集の7番目）。

## 概要
「片」の字は木切れや平たく薄いものなどを意味する。
偏旁の意符としては薄く平たいものであることを示す。
片部は上記のような意符を持った漢字を収録する。

## 部首の通称
- 日本：かた・かたへん
- 中国：片字旁
- 韓国：조각편부（jogak pyeon bu、きれの片部）
- 英米：Radical slice

## 部首字
片
- 中古音
  - 広韻 - 普麺切、霰韻
  - 詩韻 - 霰韻、去声
  - 三十六字母 - 滂母
- 現代音
  - 普通話 - ピンイン：piàn 注音：ㄆㄧㄢˋ ウェード式：p'ien4
  - 広東語 - Jyutping:pin3
- 日本語 - 音：ヘン（漢音・呉音） 訓：かた（ただし、国訓）
- 朝鮮語 - 音：편(pyeon) 訓：조각（jogak、きれ）

## 例字
- 片
- 4:版・8:牌・9:牒・15:牘